# Vorden

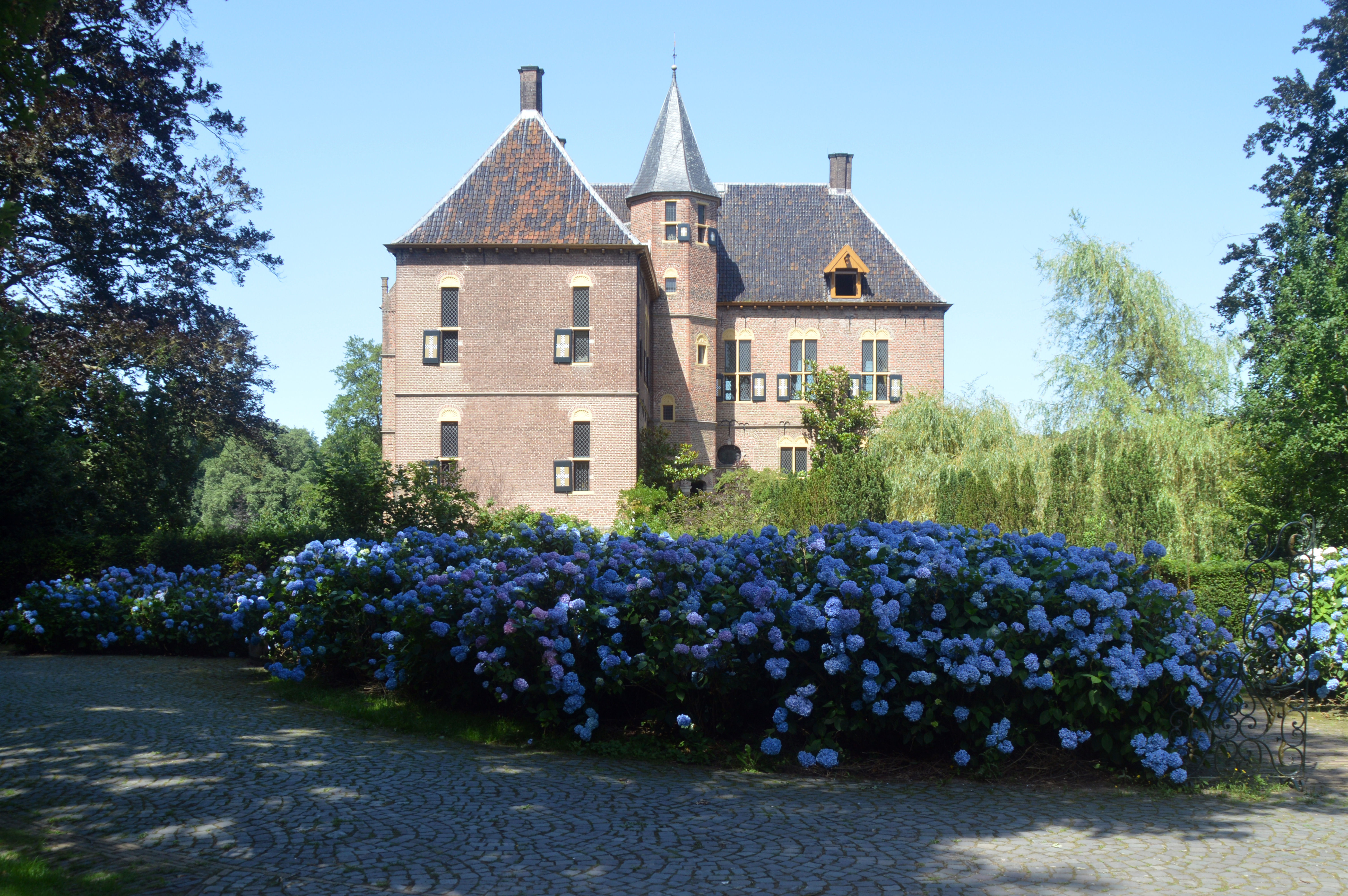
Castello Vorden

Vorden è una località dei Paesi Bassi situata nel comune di Bronckhorst, nella provincia della Gheldria.
Nel 2005 è stato unito con Hengelo, Steenderen, Hummelo en Keppel e Zelhem nel nuovo comune di Bronckhorst.